# Лукавский, Радован
Радован Лукавский (чеш. Radovan Lukavský; 1 ноября 1919, Прага — 10 марта 2008, там же) — чешский актёр и театральный педагог.

## Биография
Радован Лукавский родился в Праге. Окончил среднюю школу в Чески-Брод. Он учился на философском факультете Карлова университета, когда началась Вторая мировая война, затем работал железнодорожным телеграфистом. Актёрское образование получил в театральном отделении Пражской консерватории, которую окончил в 1946 году; в 1947 году окончил Карлов университет. В 1946 году получил свою первую актёрскую роль.
Лукавский играл в различных театрах Праги, в том числе в «Театре Власты Буриана», «Театре на Виноградах» и Национальном театре. За пределами театра, Лукавский на протяжении всей своей карьеры работал на телевидении и в кино. Кроме того, он был автором нескольких книг по актерскому мастерству. С 1945 года был преподавателем Академии музыкального искусства в Праге. Умер в Праге, похоронен на Ольшанском кладбище.

## Избранная фильмография
- 1946 — Мужчины без крыльев / Muži bez křídel
- 1949 — Немая баррикада / Němá barikáda
- 1953 — Тайна крови / Tajemství krve
- 1956 — Против всех / Proti všem
- 1957 — Дедушка-автомобиль / Dědeček automobil
- 1959 — Король Шумавы / Král Šumavy
- 1960 — Высший принцип / Vyšší princip
- 1962 — Крепость на Рейне / Pevnost na Rýně
- 1962 — Человек первого века / Muž z prvního století
- 1963 — Икар-1 / Ikarie XB 1
- 1965 — Колокола для босых / Zvony pre bosých
- 1969 — Дело для начинающего палача / Případ pro začínajícího kata
- 1972 — Чёрный волк / Černý vlk — капитан Хайек
- 1972 — Эликсир дьявола / Die Elixiere des Teufels / Elixíry ďábla
- 1972 — Секрет племени Бороро / Akce Bororo
- 1973 — Попутный ветер / Větrné moře (СССР-Чехословакия) — Смит
- 1974 — Тридцать случаев майора Земана / Třicet případů majora Zemana
- 1976 — Русалочка / Malá mořská víla
- 1978 — Тихий американец в Праге / Tichý Američan v Praze
- 1980 — Как надуть адвоката / Jak napalit advokata
- 1980 — Знак доблести / Signum laudis
- 1982 — Зелёная улица / Zelená vlna
- 1983 — Странствия Яна Амоса / Putování Jana Amose
- 1985 — Скальпель, пожалуйста / Skalpel, prosím
- 1986 — Мой грешный муж / Můj hříšný muž
- 1988 — Цирк Умберто / Cirkus Humberto
- 1992 — Ожерелье / Náhrdelník
- 1997 — Жандармские истории / Četnické humoresky

## Признание
- Медаль «За заслуги» 1 степени (2000).